# Rhomborhina resplendens
Rhomborhina resplendens är en skalbaggsart som beskrevs av Olof Peter Swartz 1817. Rhomborhina resplendens ingår i släktet Rhomborhina och familjen Cetoniidae.

## Underarter
Arten delas in i följande underarter:
- R. r. megacyanea
- R. r. siamensis
- R. r. peninsula
- R. r. chatanayi
- R. r. heros